# 庫利什夫卡 (科羅斯特舍夫區)
50°14′47″N 29°3′50″E / 50.24639°N 29.06389°E
庫利什夫卡（烏克蘭語：Кулішівка）是烏克蘭北部的村莊，隸屬日托米爾州的日托米爾區。該村面積0.298平方公里，海拔高度182米，2001年該村落人口53。